# Nemahīl
Nemahīl (persiska: نِمَهيل, نِيمهِل, نيمهِل, نِمهِل, نيمِه حيل, نيمِه هيل, كَمهيل) är en ort i Iran.   Den ligger i provinsen Ardabil, i den nordvästra delen av landet, 300 km nordväst om huvudstaden Teheran. Nemahīl ligger 745 meter över havet och antalet invånare är 791.
Terrängen runt Nemahīl är huvudsakligen kuperad, men söderut är den bergig. Nemahīl ligger nere i en dal. Runt Nemahīl är det ganska glesbefolkat, med 39 invånare per kvadratkilometer. Närmaste större samhälle är Hashatjīn, 14,1 km nordväst om Nemahīl. Trakten runt Nemahīl består i huvudsak av gräsmarker.